# VariViggen

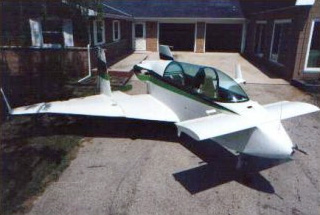
VariViggen

VariViggen är ett flygplan som kunde köpas som byggsats av Burt Rutan. Namnet kommer ifrån det svenska stridsflygplanet Saab 37 Viggen, eftersom Burt Rutan hade hämtat inspiration från detta. Flygplanstypen gjorde sin första flygning 1972. Planet är långsamt och har kort räckvidd, men mycket god manövreringsförmåga i låga hastigheter. Det tillverkades i sammanlagt cirka 20 exemplar.